# Иванов, Георгий Иванов (генерал-майор)
Гео́ргий Ивано́в Ивано́в (болг. Георги Иванов Иванов; 10 марта 1858 года, Ямбол, Османская империя — 1 мая 1932 года, София, Царство Болгария) — болгарский военный деятель, ополченец, офицер русской императорской армии, генерал-майор болгарской армии.

## Биография
Родился 10 марта 1858 года в городе Ямбол Османской империи. Там же закончил классное училище.
В 1873 году поступил в Одесское военное училище. После начала сербско-турецкой войны в 1876 году прервал учёбу и отправился добровольцем в сербскую армию. Участвовал в боях под Гредетином, Брестовичка Баня, Княжевацом. После окончания войны, в 1877 году, окончил Одесское военное училище и 15 сентября того же года был произведен в подпоручики и назначен для прохождения службы в Люблинский 59-й пехотный полк.
Во время русско-турецкой войны 1877—78 годов был откомандирован в болгарское ополчение. Командовал 3 ротой VII дружины. Затем проходил службу в учебной роте пионерной дружины, II-й сапёрной роте.
После окончания Николаевской инженерной академии в Санкт-Петербурге фактически являлся главой инженерного департамента военного министерства. Принимал участие в выборе и укреплении сливенской позиции во время сербско-болгарской войны 1885 года.
В 1889—91 годах занимал должность начальника инженерных войск. Преподавал дисциплину «Фортификация» в военном училище. В 1909 году ему было присвоено звание генерал-майора. Во время первой балканской войны (1912—13) был заместителем инспектора инженерных войск.
В 1913 году вышел в отставку. Умер 1 мая 1932 года в Софии.

## Награды
- Орден «Святой Александр» IV ст. с мечами.
- Орден «За военные заслуги» II ст. на ленте.